# Memorie di un uomo in pigiama
Memorie di un uomo in pigiama (Memorias de un hombre en pijiama) è una serie a fumetti a strisce scritta e disegnata dal fumettista spagnolo Paco Roca.

## Storia editoriale
Su richiesta di Julián Quirós, direttore del quotidiano valenciano Las Provincias, dal 2010 Paco Roca ideò una serie di strisce con soggetto autobiografico nel quale l'autore affronta il mondo degli ultratrentenni attraverso la narrazione di fatti reali accomunati dalla quotidiana permanenza in pigiama dell'autore stesso.
Nel 2011 la casa editrice Astiberri, già editrice di altre opere di Roca, ha raccolto queste 63 strisce in un volume monografico dal titolo omonimo. Il volume è stato pubblicato in Italia da Tunué nell'ottobre 2012.